# 米科拉伊夫卡 (普里盧基區)
50°37′11″N 31°55′15″E / 50.61972°N 31.92083°E
米科拉伊夫卡（烏克蘭語：Миколаївка），是烏克蘭的村落，位於該國北部切爾尼戈夫州，由普里盧基區的蘇霍波洛瓦市鎮負責管轄，始建於1600年，面積1.83平方公里，海拔高度124米，2001年人口111，人口密度每平方公里60.5人。